# Tsegaye Mekonnen
Tsegaye Mekonnen Asefa (Thirty, 15 juni 1995) is een Ethiopische atleet, die gespecialiseerd in de lange afstand. Hij won verschillende 10 km wedstrijden en internationale marathons.

## Loopbaan
In 2012 werd Mekonnen vijfde op de wereldkampioenschappen voor junioren op de 5000 m. Zijn grootste overwinning is het winnen van de marathon van Dubai in 2014. Aan deze prestatie hield hij $ 200.000 aan prijzengeld over. Twee jaar later moest hij met 2:04.46 genoegen nemen met een derde plaats bij dit evenement.
Mekonnen wordt gesponsord door Adidas.

## Persoonlijke records
Baan
| Onderdeel | Prestatie | Datum        | Plaats      |
| --------- | --------- | ------------ | ----------- |
| 5000 m    | 13.44,43  | 14 juli 2012 | Barcelona   |
| 10.000 m  | 28.15,5   | 11 juni 2014 | Addis Ababa |

Weg
| Onderdeel      | Prestatie | Datum            | Plaats         |
| -------------- | --------- | ---------------- | -------------- |
| 15 km          | 43.13     | 13 februari 2015 | Ras al-Khaimah |
| 20 km          | 58.08     | 13 februari 2015 | Ras al-Khaimah |
| halve marathon | 1:01.05   | 13 februari 2015 | Ras al-Khaimah |
| 25 km          | 1:12.49   | 22 januari 2016  | Dubai          |
| 30 km          | 1:27.21   | 22 januari 2016  | Dubai          |
| marathon       | 2:04.32   | 24 januari 2014  | Dubai          |

## Palmares

### 5000 m
- 2012: 5e WK U20 - 13.44,43

### 10 km
- 2012:  Les Foulees Monterelaises in Montereau - 28.36
- 2012:  Carrera Popular de Negreira - 29.45
- 2014:  Okpekpe Road Race - 28.35

### halve marathon
- 2013: 5e halve marathon van Addis Ababa - 1:04.17
- 2013:  halve marathon van Porto - 1:02.41
- 2015: 4e halve marathon van Bogotá - 1:05.58

### marathon
- 2014:  marathon van Dubai - 2:04.32
- 2014: 5e marathon van Londen - 2:08.06
- 2016:  marathon van Dubai - 2:04.46
- 2016: 12e marathon van Boston - 2:22.21
- 2017: 10e marathon van Dubai - 2:11.54
- 2017:  marathon van Hamburg - 2:07.26
- 2017: 19e WK - 2:15.36
- 2018:  marathon van Sjanghai - 2:09.18
- 2018: 20e marathon van Tokio - 2:10.26

### veldlopen
- 2012:  Cross National du Val de Marne in Creteil - 28.31
- 2012: 4e Cross National des Mureaux in Les Mureaux - 24.20